# H225M
A H225M (régebbi nevén EC725 Caracal), nagy hatótávolságú taktikai katonai szállító helikopter, melyet az Eurocopter AS532 Cougar helikopterből fejlesztettek ki katonai felhasználásra. Két hajtóműves helikopter a két pilótán kívül 4 tonna teher vagy 28 felszerelt katona szállítására képes. A helikoptert csapatszállító, sebesültszállító, és katonai kutató-mentő feladatokra egyaránt használhatják, de alkalmazzák hajók felderítésére és megsemmisítésére is. A típus sokban hasonlít a polgári H225, korábbi nevén EC225 típusú helikopterhez.
A Magyar Honvédség 16 darab H225M helikoptert rendelt, amelyek 2023 és 2025 között kerültek a Honvédség állományába. 

## Fejlesztés
Az EC725 helikoptert a Francia Légierő számára fejlesztették ki, ahol egy specializált katonai kutató-mentő helikoptert kívántak hadrendbe állítani. 1996 és 1999 között az AS532 A2 Cougar típust alapos tesztelés után nem találták megfelelőnek erre a célra. A Francia Légierő elsősorban erősebb hajtóműveket, hosszabb repülési időt és jobb harctéri túlélőképességet akart. Ezen követelmények teljesítése érdekében fejlesztette ki az Eurocopter az EC725 modellt. Az EC725 kezdeti jelölése a Cougar Mk II+ volt. Mivel az Eurocopter 2014 óta Airbus Helicopters néven tevékenykedik és a termékportfólió is átnevezésre került, így EC725 elnevezése H225M-re változott. A továbbiakban így hivatkozunk rá.

## Kialakítása, jellemzői
A H225M helikopter egy közepes taktikai szállító helikopter. Két Turbomeca Makila 2A1 gázturbinás hajtóműve egy ötlapátos forgószárnyat és egy négyágú farokrotort forgat. A hajtómű teljesítménye 1476 kW (1980 LE), de felszálláskor rövidebb ideig akár 1566 kW (2100 LE) leadására is képes, maximálisan 4000 üzemóra mellett. A hajtóműveket két kétcsatornás FADEC rendszer vezérli. A szóban forgó erőforrások javításközi üzemideje 3500 óra, ami többszörösen jobb, mint a Honvédségnél szolgáló Mi–17-esek hajtóművei esetében.
A kompozit szerkezetű rotorlapátok élettartama mintegy 20 ezer óra, tehát elvileg soha sem kell újakra cserélni, amit nem sok típus mondhat el magáról. A lapátok leszerelés nélkül hátra hajthatók, így a helikopter helyigénye a töredékére csökken. Ennek különösen hajófedélzeti üzemeltetés esetén van jelentősége, de a magyar helikopterek otthonául szolgáló szolnoki bázis hangárjaiba is könnyebben és gyorsabban lehet majd bevontatni a helikoptereket.
A gépet egyetlen pilóta is képes vezetni, de két pilóta az optimális személyzete. Emellett 28 felfegyverzett katonát vihet magával, miközben a farokrész tövében is marad rakodótér. VIP szállítási feladatok esetén 10 főt tud kényelmes ülésekben szállítani. Ha sebesültek szállítása a feladat, akkor 11 hordágyat és 5 főnyi egészségügyi személyzetet tud magával vinni. Teherszállítási feladatoknál a maximális kapacitása 4000 kg, de külső függesztésű terheknél ez az érték 4750 kg-ra nő.
Utóbbi különösen hasznos lehet különleges alakulatok könnyű járműveinek csapatokkal együtt történő célba juttatáshoz. A Honvédségnél rendszerben álló alig 900 kg tömegű Polaris MRZR-4 „homokfutókat” is képes szállítani külső teherként az utastérben elhelyezett katonákkal együtt. A külső teherszállító képesség tűzoltó feladatok ellátáshoz is hasznos lehet.
A helikopter (egyirányú) hatótávolsága 1301 km, csúcsmagassága 3099 m, utazósebessége 261 km/óra. Érdekesség, hogy a farokrész alá felszerelhető egy szükség esetén leoldható 990 literes üzemanyagtartály is.
A H225M egy RDR–1600 radarral is rendelkezik, amelynek időjárás-felderítő és terepletapogató funkciói is vannak. A pilóták munkáját segíti továbbá négycsatornás robotpilóta, valamint egy ütközésjelző (EGPWS), amely a helikopter előtti 500 méteres sávot pásztázza és jelez, ha a fennáll a talajnak vagy tereptárgynak ütközés veszélye. Ez különösen hasznos, ha a helikopter a talaj közelében repülve „radar alatt” igyekszik különleges erőket bejuttatni egy ellenséges területre.
A robotpilótának köszönhető, hogy a helikopter képes egy pont felett függeszkedni, ami mentési feladatoknál nagyon lényeges. Amikor a lengyel haderő tesztelte a típust, a repülési próbák során több mint fél órán át függeszkedett a helikopter automatikus vezérléssel, és közben a csörlő drótkötélen leeresztett horga nem tért el jobban 40 centiméternél a kezdőponttól.
A H225M helikopter egy igazi katonai helikopter, amely túlélőképességét nagyban elősegítő kialakításában és védelmi rendszereiben is tetten érhető.
A gép egész szerkezetét a futóművekkel és az ülésekkel együtt arra tervezték, hogy elnyelje a földhöz csapódás energiáját és a lehető legjobban megvédje utasait. A pilóták ülései 7,62 mm-es lövedékek ellen védettek, de az utastér és pilótafüle is tovább páncélozható kevlárpanelekkel, ha kockázatosabb küldetésre indul a helikopter. Az üzemanyagtartályok önzáróak, így találat esetén az üzemanyag elfolyása és meggyulladása megakadályozható.
A meglepetésszerű támadások ellen a helikopter fel van szerelve: radarbesugárzás-jelzővel (RWR), lézerbesugárzás-jelzővel (LWR) és rakétaindítás-jelzővel is. Ez utóbbi érzékeli légvédelmi rakéták intenzív hőkibocsátását és riasztja a személyzetet, illetve szükség esetén gyorsan aktiválja a megfelelő zavarótöltet-kivetőket. Utóbbiak mind a hőérzékelős, mind a radarvezérlésű rakéták ellen rendelkeznek megfelelő zavaró töltetekkel (infracsapdák, dipol-kötegek). Az infra-tartományban működő hőérzékelő rakéták és érzékelők (IRTS) dolgát tovább nehezíti, hogy az ún. árnyékolók gázturbina kiáramló égésgázaihoz hideg levegőt kevernek, így tizedére csökken a helikopter „infravörös lábnyoma”. A rotorok lapátjai is lövedékállóak abban az értelemben, hogy több találat után is működőképesek maradnak, nem törnek el – még ha lyukakkal vannak is tele. A helikopter szinte minden fontosabb rendszere „többszörözve” van: egyik meghibásodása esetén egy másik veszi át a szerepét.
A helikopter megbízhatósága is rendkívüli: felhasználói 98% rendelkezésre állást jelentettek, köszönhetően annak, hogy egy nagyon kiforrott típusról van szó: elődeit is figyelembe véve sok évtizedes tapasztalat áll mögötte. A gázturbinákat homok és porszűrők védik, növelve élettartamukat és megbízhatóságukat. A rotort forgató főreduktor többször bizonyította, hogy 52 percig is képes szárazon, olajkenés nélkül működőképes maradni és levegőben tartani a gépet. A helikopter egy ideig egy hajtóművel is repülőképes marad annak érdekében, hogy biztonságos körülmények között érjen földet.
A H225M katonai műveletek mellett alkalmas kutató-mentő (SAR) feladatok ellátására. Ehhez segítségére van a 249 kg teherbírású és 88 méter hosszú sodronykötéllel ellátott Goodrich csörlő, SX–16 Nightsun kereső reflektor, valamint egy hőkamerával ellátott elektor-optikai szenzortorony (EOS) is rendelkezésre áll. A jelenleg rendelkezésre álló információk szerint a Honvédség valamennyi H225M helikoptere rendelkezni fog a szenzortoronnyal, amely várhatóan lézeres távolságmérésre és lézeres célmegjelölésre is alkalmas lesz.
A helikopter titkosított kommunikációt lehetővé tevő rádiók mellett olyan berendezéssel is rendelkezik, amely beméri a katapultált pilótáknál lévő jeladót és így gyorsan és hatékonyan képes megtalálni és kimenteni őket az ellenséges területről.

A Magyarországra szánt helikopterek nem egyformák: tíz lesz általános feladatú „taktikai szállító” vagyis TTH verzió (Tactical Transport Helicopter), hat pedig a különleges alakulatok igényei szerint lesz kialakítva (SOF – Special Operations Forces). A különbség a két altípus között még nem teljesen egyértelmű, azonban nem olyan rég felmerült a SOF gépek légutántöltési képességének megteremtése. A helikopterek megrendelésekor még nem dőlt el a Magyar Légierő új szállítógépének típusa, így azokat légi tankolás lehetősége nélkül lettek megrendelve. A KC–390 repülőgépek megrendelésével a Honvédség légi utántöltő képességre tesz majd szert, így felmerült ezen képesség kialakítása az új helikoptereken, ám végül ez nem valósult meg.

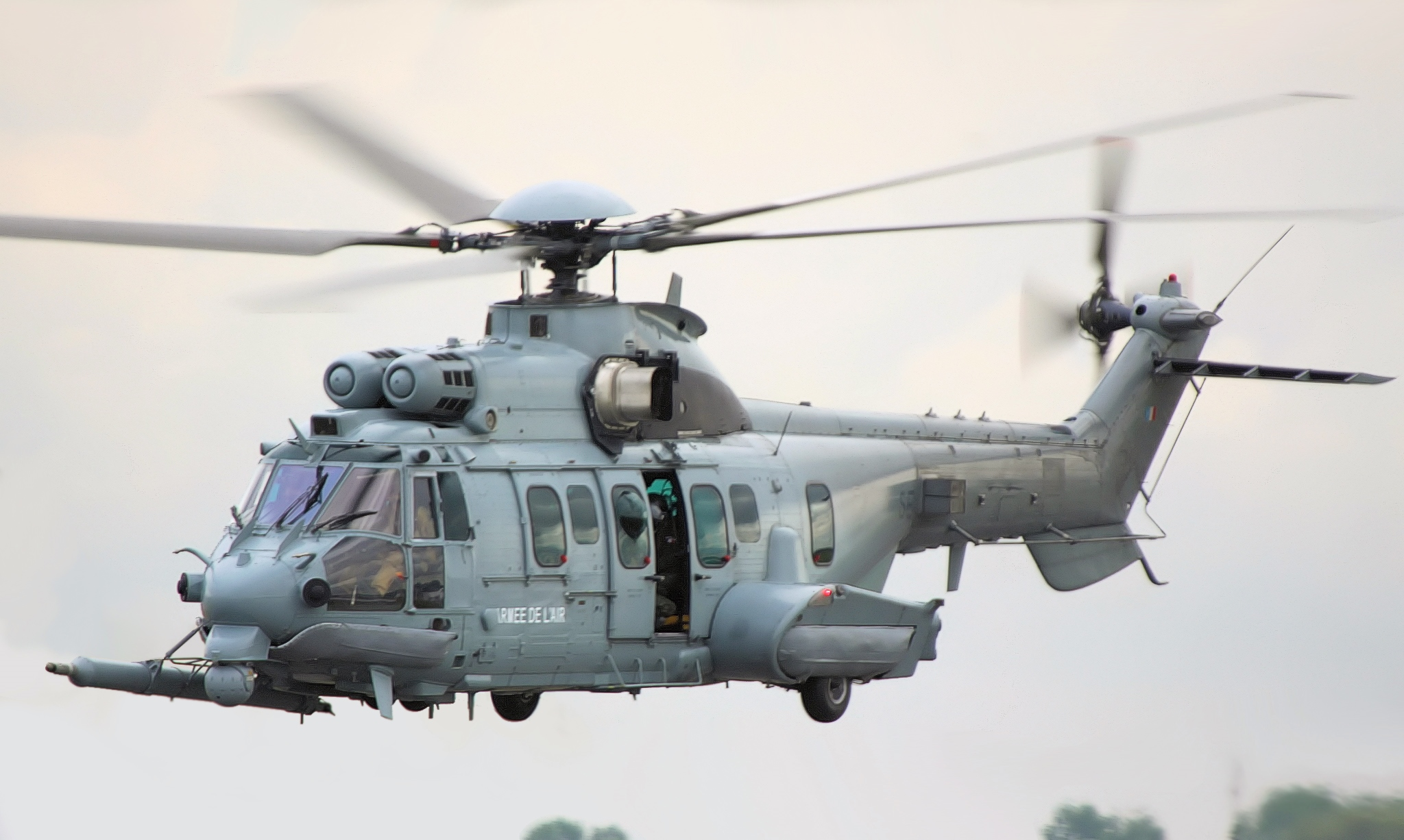
A francia légierő helikoptere, amely még EC–725 néven állt szolgálatba
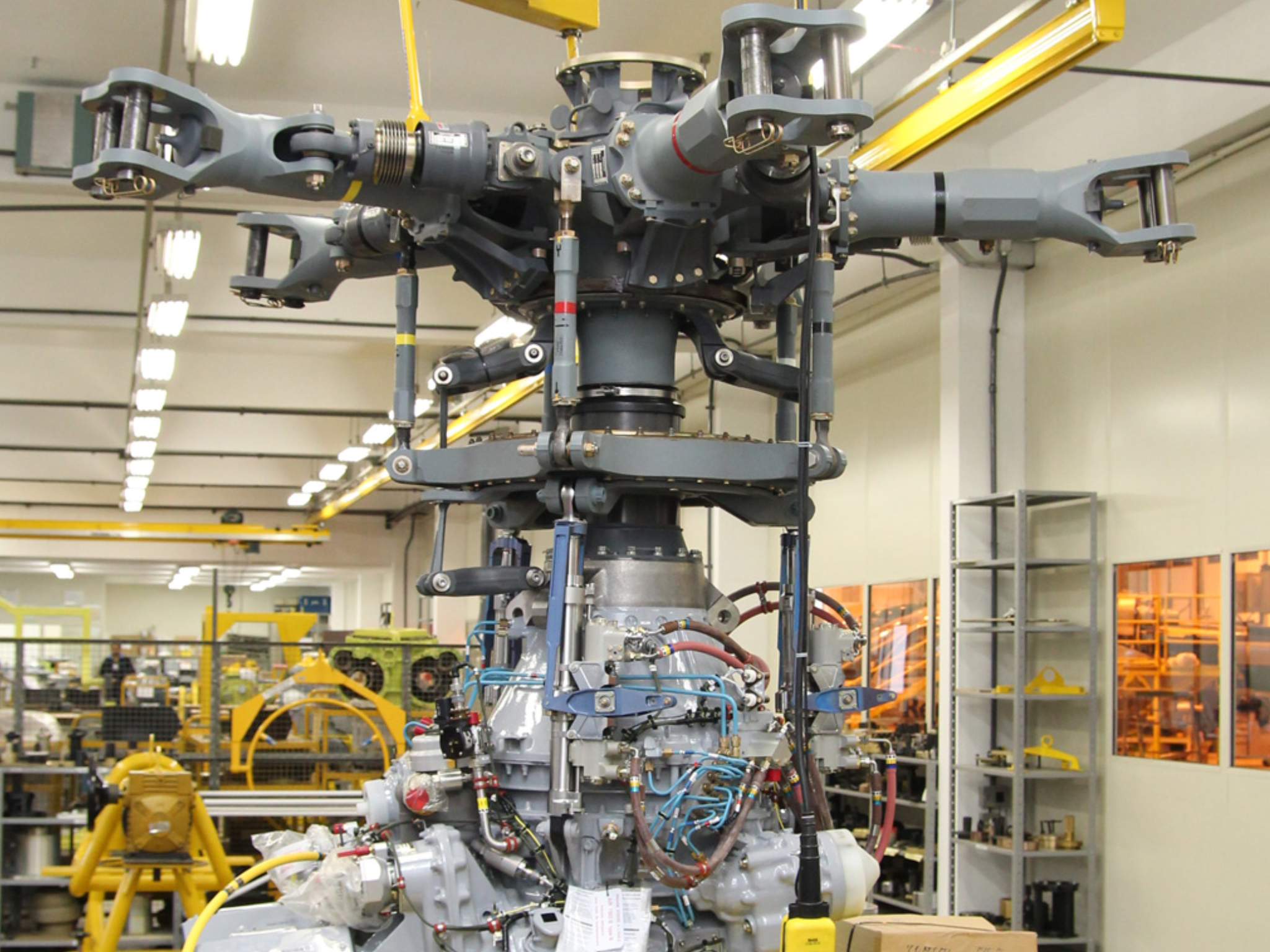
A helikopter főreduktora, amely gázturbinák 23 ezer/perc fordulatszámát csökkenti a főrotornál 265-re
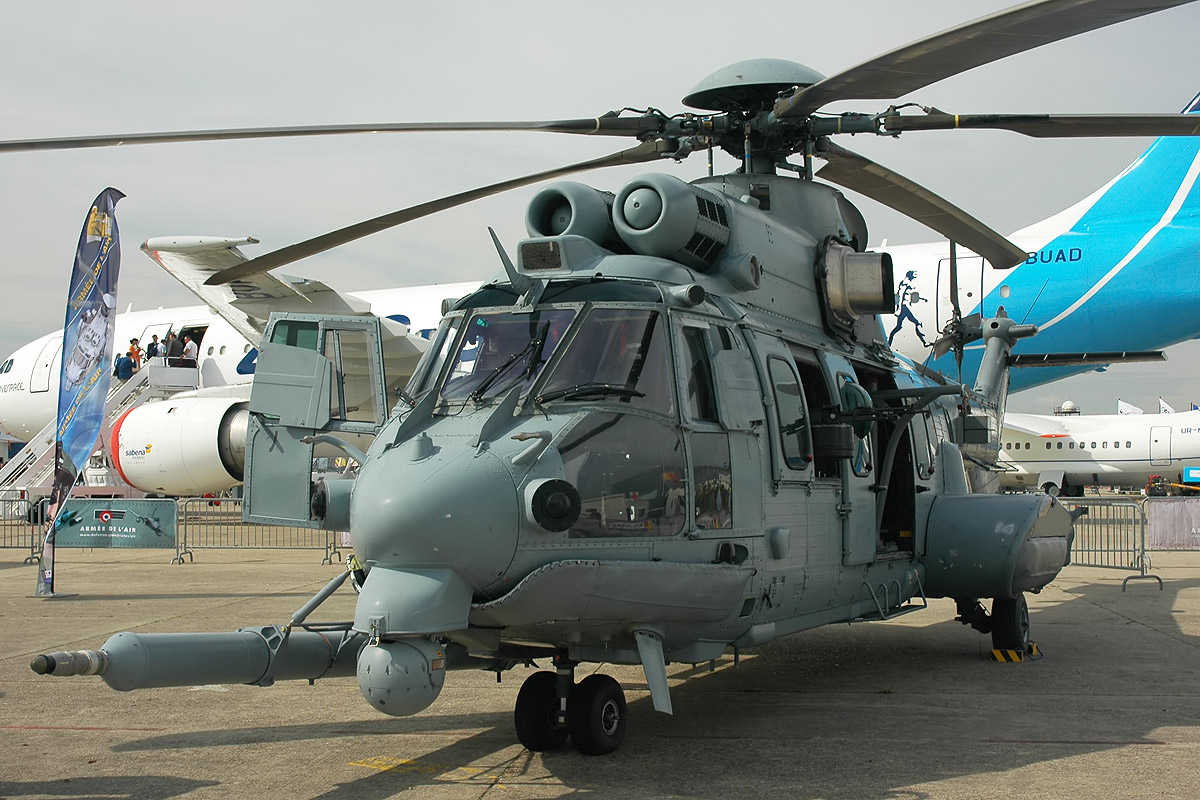
Jól megfigyelhető a légi utántöltő cső és a nyitott ajtóra erősített kiegészítő páncéllemezek
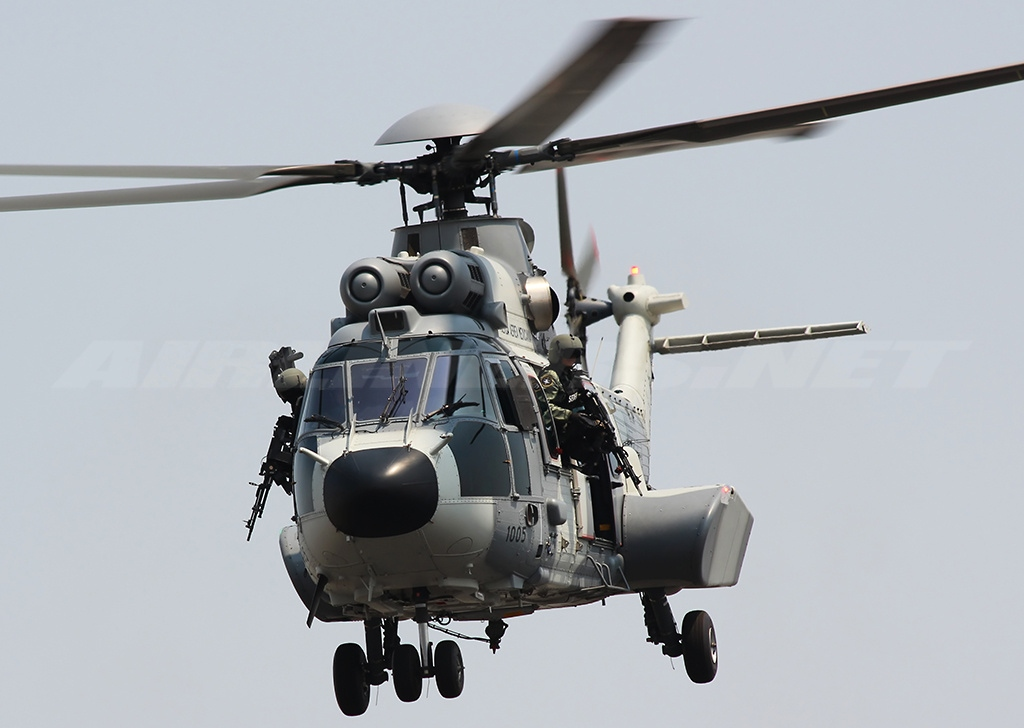
A Mexikói Légierő helikoptere ajtó-, illetve jelen esetben „ablakgéppuskákkal”
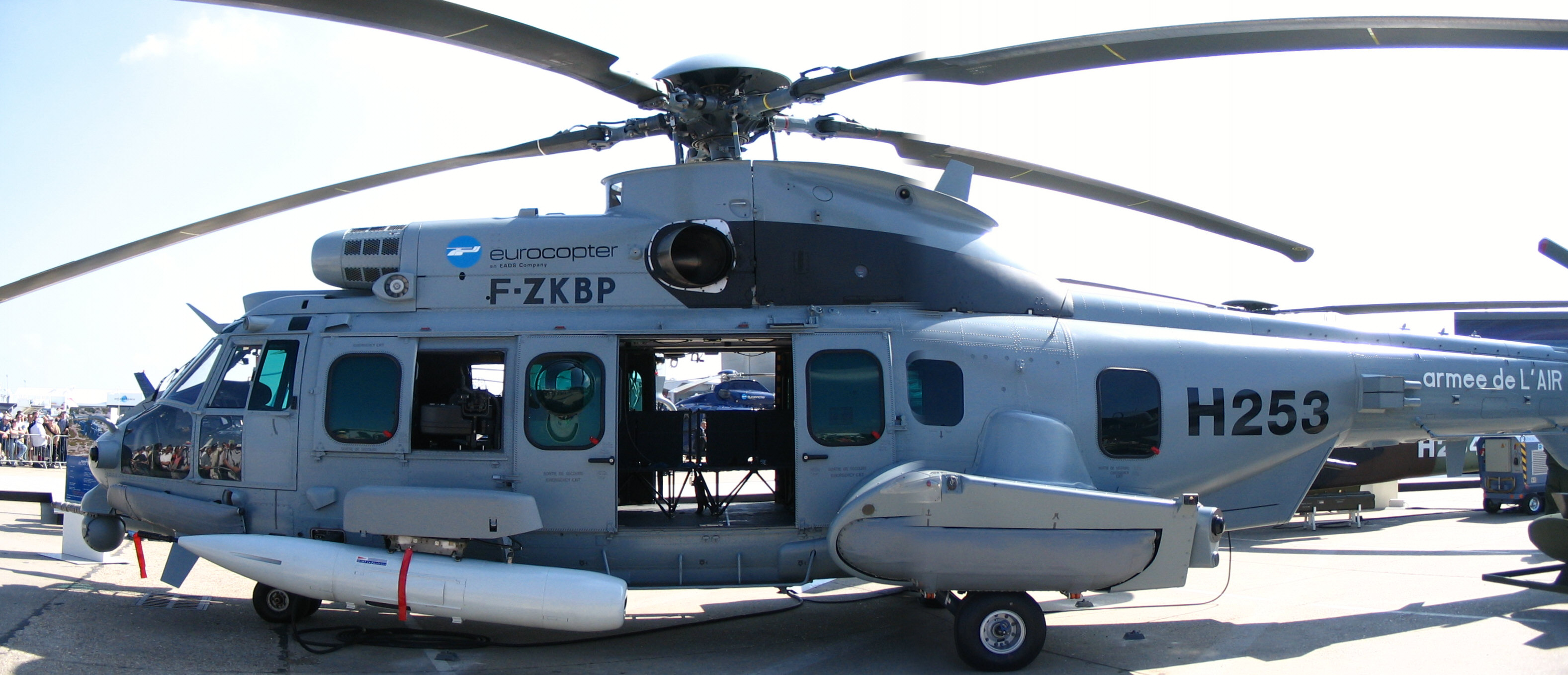
A Francia Légierő helikoptere oldalán a 20 mm-es NC621 gépágyúval
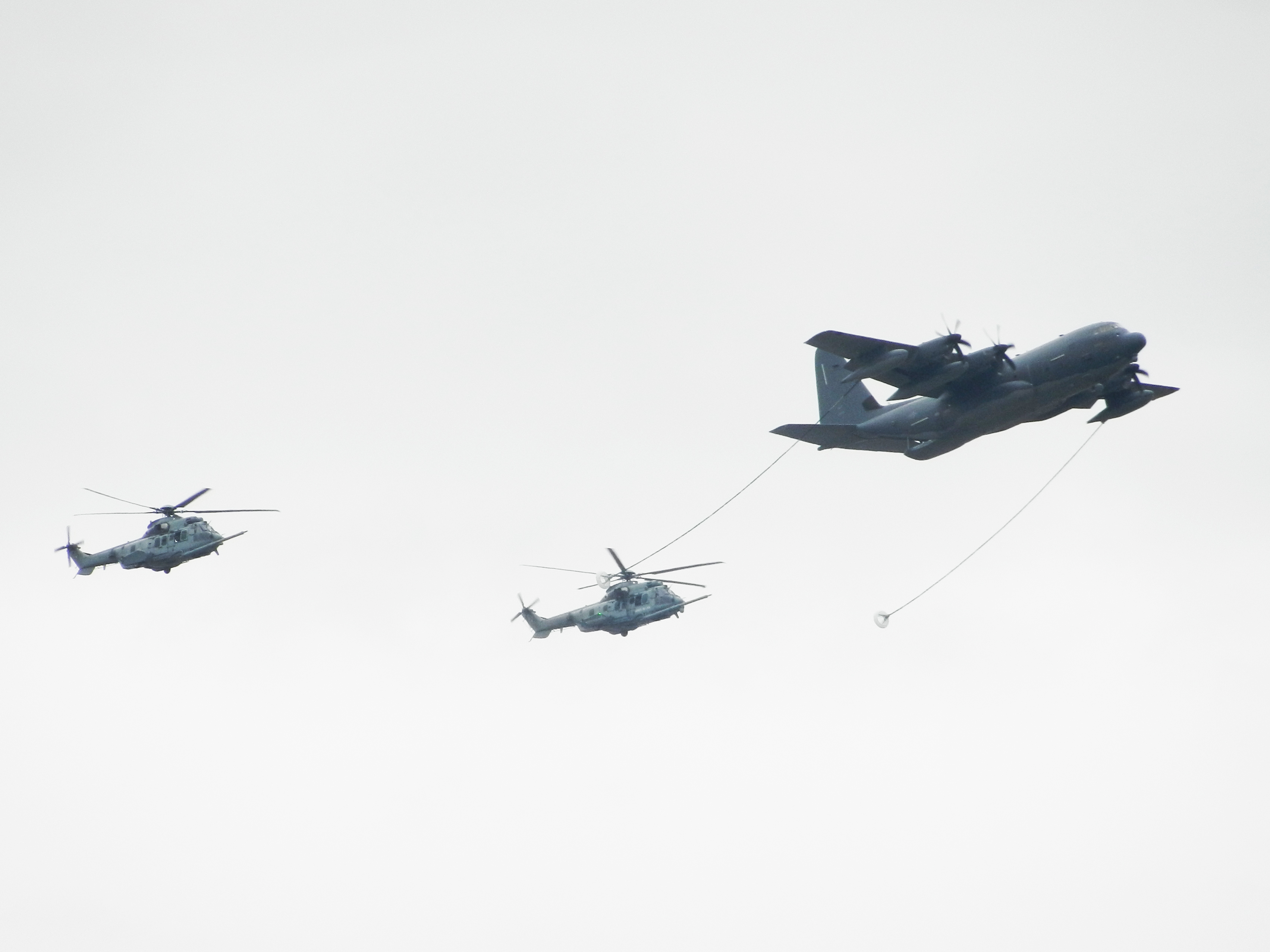
Légi utántöltés
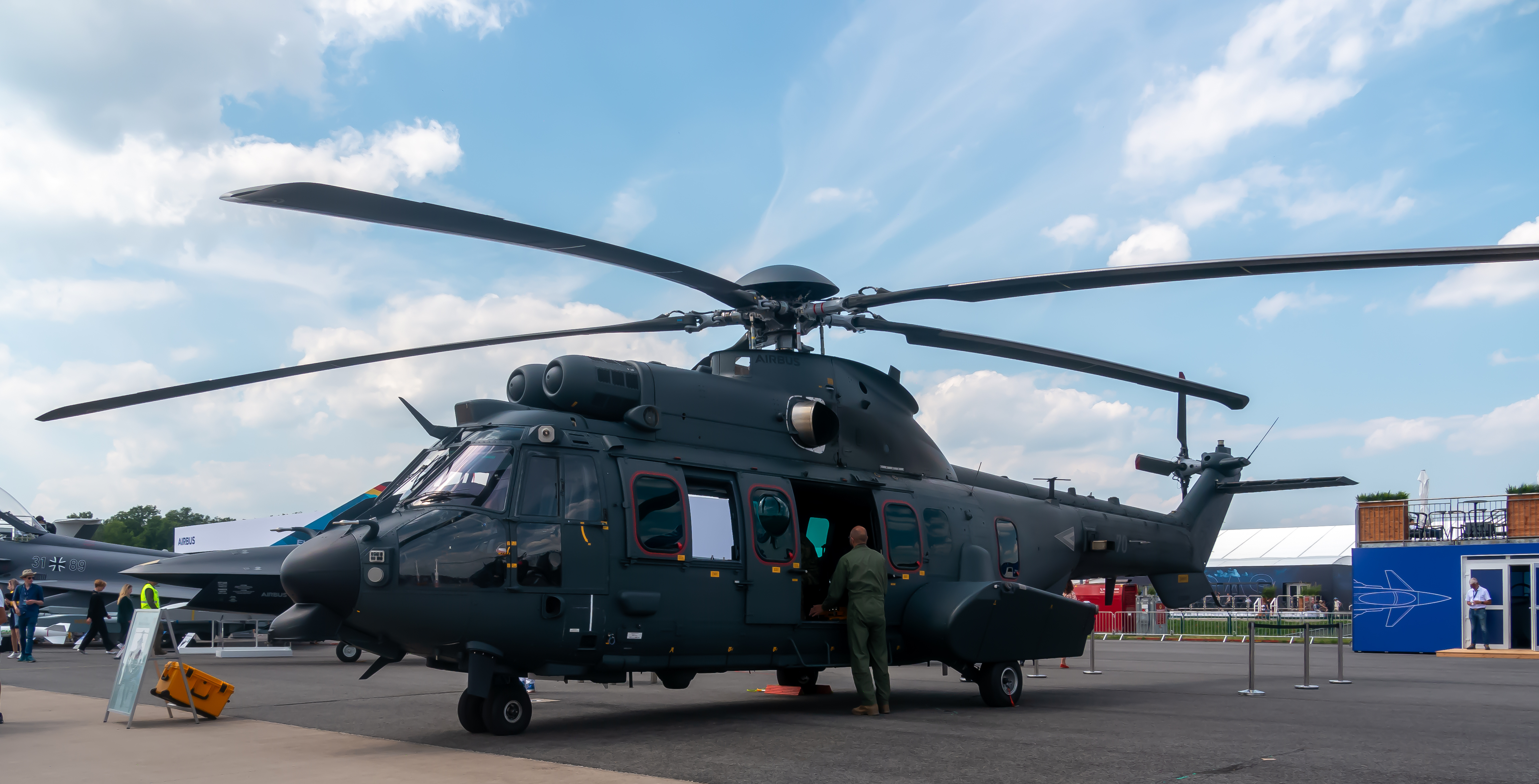
A Honvédség egyik H225M-je

## Fegyverzet
Az új H225M helikopterek az Airbus által kifejlesztett HForce rendszert alkalmazhatják, amely oldalanként egy-egy felfüggesztési pontból és a hozzátartozó felderítő és célzó rendszerből áll.
A HForce rendszer több szintű, modulári megoldást biztosít, amelyek az Airbus megfogalmazásában a következők:
Nulladik opció: a helikopter fel van szerelve a fegyverek hordozásához szükséges bekötési pontokkal, de fegyverek használatára nem képes. Ez az opció az esetleges jövőbeni továbbfejlesztést teszi lehetővé – ha a későbbiekben mégis szeretné a megrendelő felfegyverezni a helikoptereit.
Első opció: nem rendelkezik optikai szenzortoronnyal (EOS), csak a pilóta sisakcélzójával képes nem irányított rakétákat és gépfegyvereket bevetni.
Második opció: rendelkezik optikai szenzortoronnyal (EOS), a pilóta mellett a másodpilóta/fegyverkezelő is képes fegyvereket bevetni az optikai szenzortornyot használva. A pilóta sisakcélzós fegyverhasználati képessége megmarad. Lényegében ez a hagyományos harci helikopterek személyzetének munkamegosztásával azonos működést tesz lehetővé.
Harmadik opció: irányított rakéta fegyverek használatának lehetőségét jelenti – minden más tekintetben megegyezik a második opcióval. Jelenleg ez a képesség csak a 70 mm lézervezérlésű (SAL) rakétákat jelenti, mivel legpotensebb irányított fegyver: a Spike ER2 rakéta integrációja még folyamatban van.
A HForce rendszerrel felszerelt helikopterek által hordozható és bevethető fegyverek az alábbiak lehetnek:
FN-Herstal D-HMP250 illetve D-HMP400 géppuskakonténer, amelynek M3 típusú géppuskája 12,7x99mm-es lőszert tüzel mintegy 1100 lövés/perc tűzgyorsasággal. Lőszerkészlete típusváltozattól függően 250 vagy 400 darab lőszer. Tömege töltve 116,5 kg illetve 138,3 kg a 400 lőszeres változat esetében. Létezik egy 250 lőszert illetve 3 db 70 mm-es rakétát hordozni képes változat is RMP néven, amelynek töltött tömege 159,2 kg. A rendelkezésre álló információk szerint a Honvédség nem rendszeresített géppuskakonténert helikoptereihez.
Nexter NC621 gépágyúkonténer, amely 20×102 mm-es lőszert tüzel mintegy 750 lövés/perc tűzgyorsasággal. Lőszerkészlete 180 darab lőszer. Maximális lőtávolsága: 2000 méter. Az AP-T páncéltörőlőszerrel a gépágyú 20 mm páncélzatot (RHA) képes átütni 30 fokos becsapódás esetén 800m távolságból. A gépágyú reakció ereje 450 N, amelyből 200-at maga a konténer kompenzál, 250-et pedig a helikopter robotpilótája, így kategóriájában az egyik pontosabb célzást tesz lehetővé. A 20 mm-es gépágyúkonténer rendszeresítésre került a Honvédségnél.
Thales FZ231 és FZ225 rakétakonténer 70 mm-es nem irányított rakéták számára, amelyekből egyidejűleg 12 vagy 19 darab tölthető a konténerbe. A kisebb konténer üres tömege 31 kg, a nagyobbé 45 kg és a NATO szabvány 70 mm-es rakéták széles választékát képes indítani. 1,2 km-es távolságról a nem irányított rakéták találati pontossága mintegy 30 m. A Thales konszern kifejlesztett félaktív lézeres rávezetést (SAL) használó rakéta típust, amely legfeljebb 7 km távolságból indítva 1 méteres pontossággal (CEP) talál célba.
A rendelkezésre álló információk és sajtófotók alapján a Honvédség eddig csak az FZ231 típusú konténert rendszeresítette. A hozzá beszerzett rakéták típusáról és mennyiségéről nincs elérhető információ.
Spike ER2 páncéltörő rakéta, amely akár 16 km távolságból is indítható. A fegyver integrációja folyamatban van a HForce rendszerhez, az első éles lövészet 2022 februárjában megtörténtek H145M helikopterekről. Feltételezhető, hogy H225M is képes lesz Spike rakétákat hordozni és indítani.
A H225M „klasszikus” helikopterfegyverzetként hordozhat különféle 7,62 mm-es vagy 12,7 mm-es géppuskákat a kabin padlójához rögzített fegyverállványokon. Ez esetben a nyitott oldalsó ablakokon vagy ajtókon át lehetséges a tüzelés, a HForce rendszertől függetlenül. Ennek a fegyvernek az elsődleges feladata, hogy fel- és leszállás közben biztosítsa a helikopter környezetét. A H225M „különlegessége”, hogy közvetlenül a pilóták mögötti ablakon keresztül tüzelhet, így nem akadályozza az ajtókon át történő ki- és beszállást illetve rakodást. Amikor nincs szükség a géppuskákra, akkor behúzhatóak az utastérbe javítva gép légellenállását. A Magyar Honvédségnél a 7,62 mm-es FN MAG-géppuska lesz rendszeresítve „ajtófegyverzetként”.
Nexter SH20 gépágyú is alkalmazható „ajtógéppuska” módjára egyes fotók tanúsága szerint. Ebben a kialakításban ugyanazt a M621-es 20 mm-es gépágyút rögzítik a helikopter padlójához egy állvány segítségével, mint ami a fent bemutatott NC621 gépágyúkonténerben is található. Űrmérete és tűzgyorsasága is azonos a fent leírtakkal. A 20 mm-es ajtóban elhelyezett gépágyú alkalmazása teljesen független a HForce rendszertől: irányzása kézzel történik. Lőszerkészlet 480 darab, az SH20 rendszer a Francia Légierőnél áll szolgálatban.

A helikopter haditengerészeti változata képes AM.39 Exocet hajó elleni rakétákat is bevetni. A több mint 50 km-es hatótávolságú rakéta nevéhez fűződik az HMS Sheffield brit romboló 1982-es elsüllyesztése. (A rakéta indítása nem helikopterről, hanem egy Super Étendard repülőről történt.)

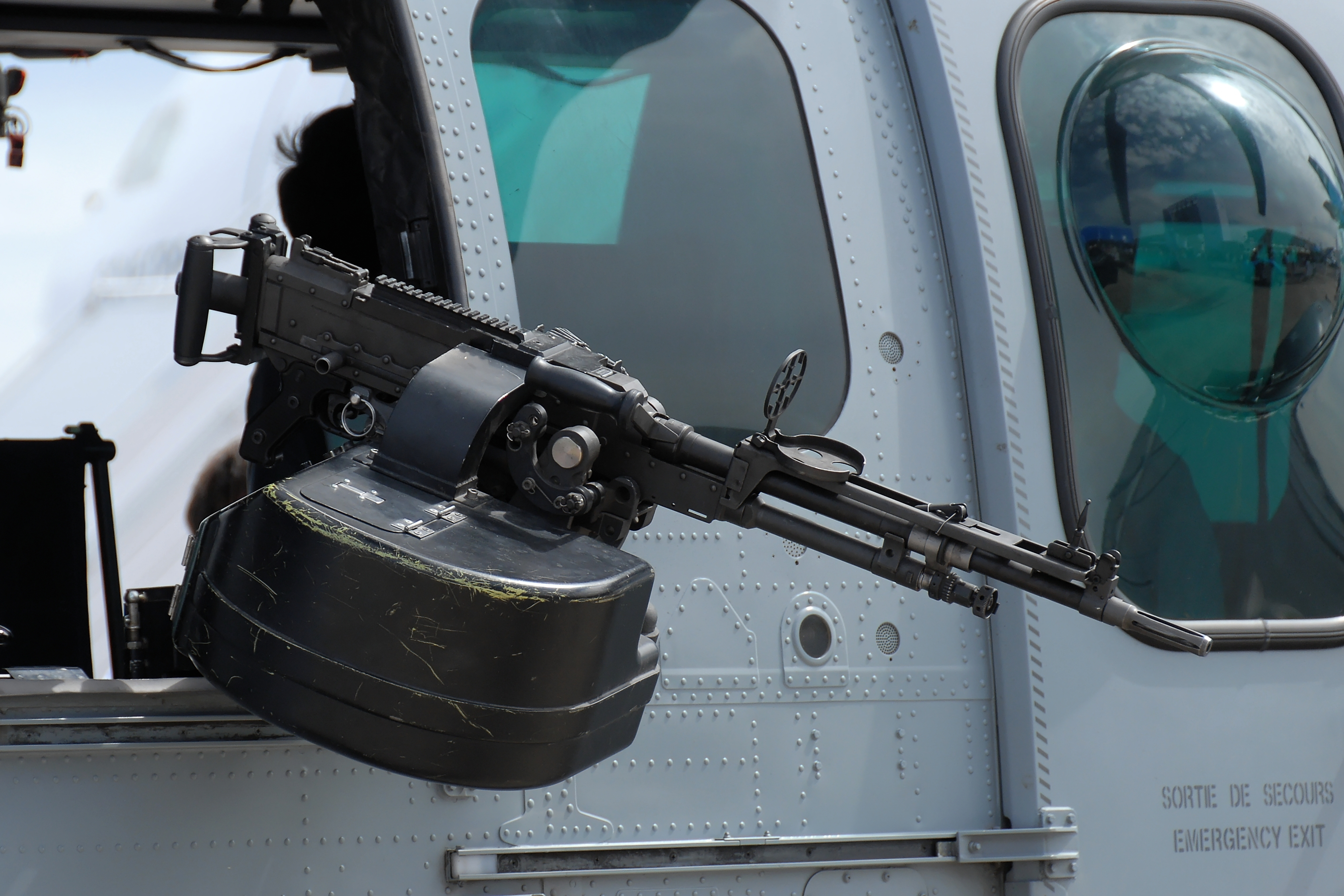
7,62 mm-es FN MAG-géppuska a H225M ablakában
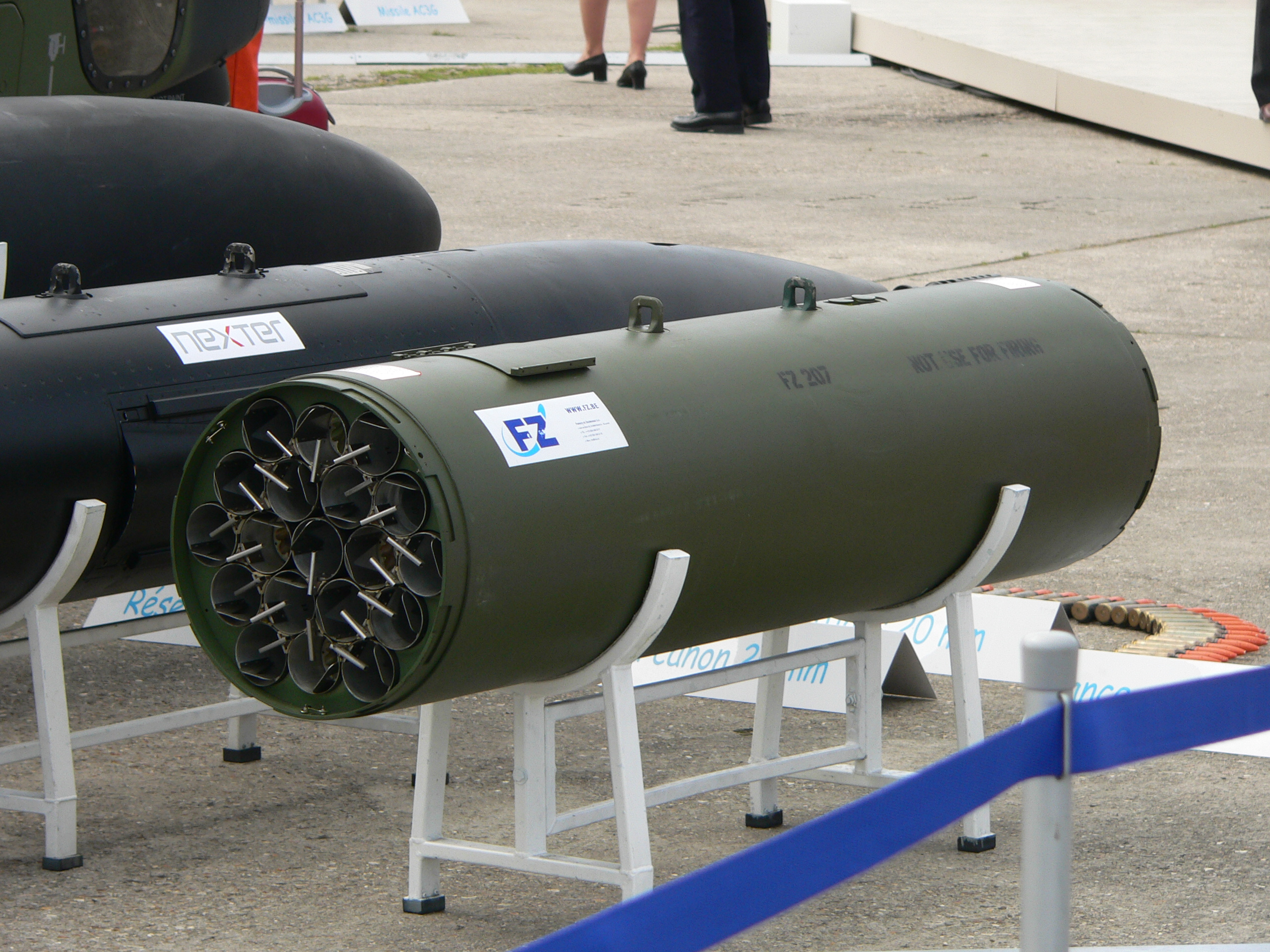
FZ225 rakétablokk, amely 19 db 70 mm-es rakétát hordozhat és indíthat
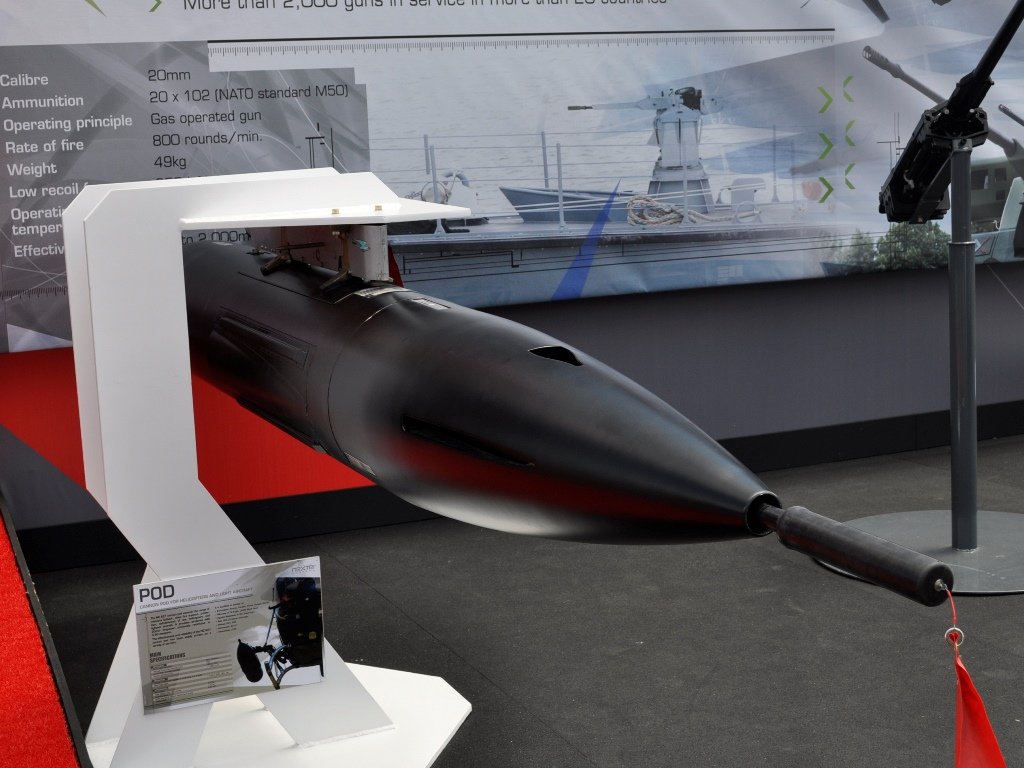
NC621 gépágyúkonténer egy hadipari kiállításon
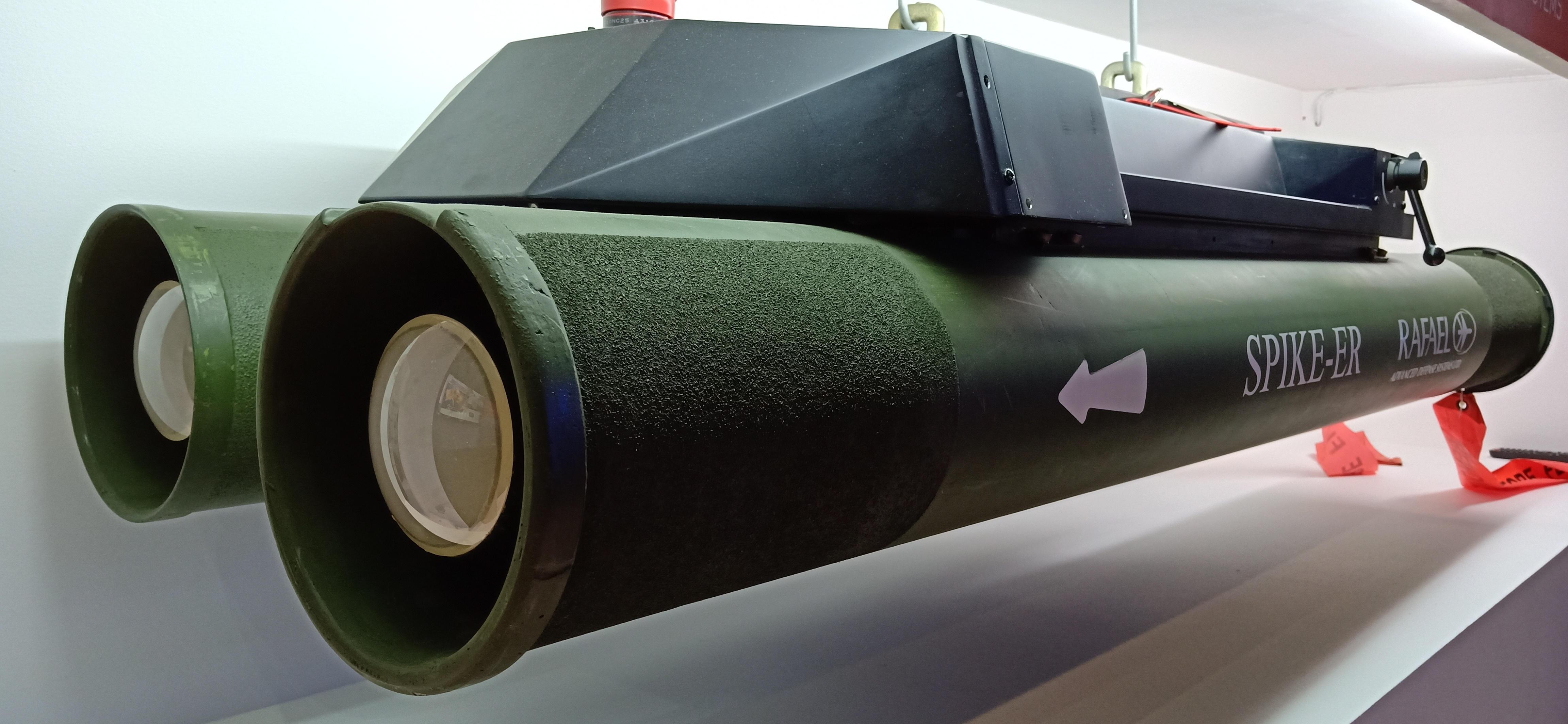
Két rakétás Spike ER indító – a H225M várhatóan 4 rakétás indítót fog tudni hordozni
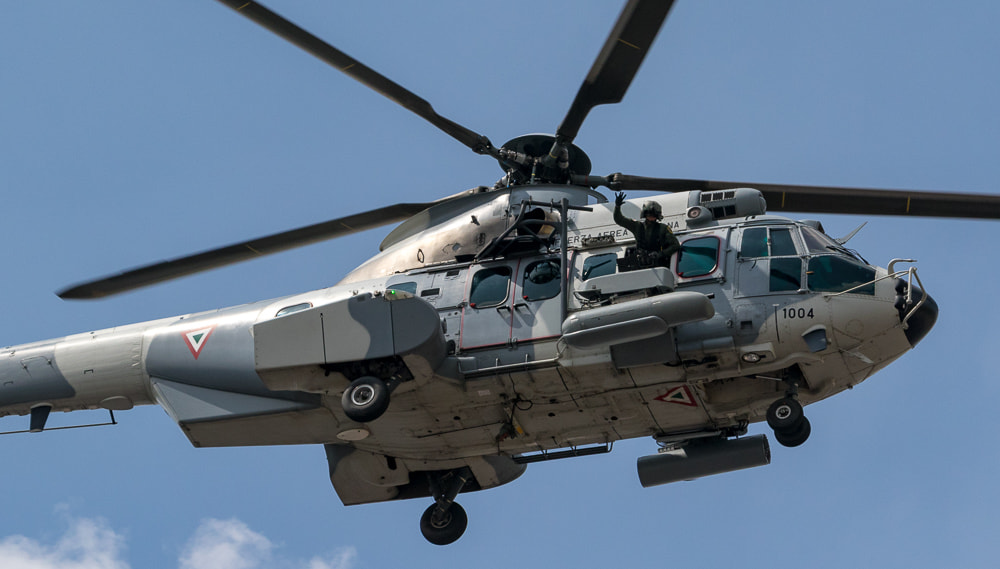
12,7 mm-es géppuskakonténerrel és 70 mm-es rakétákkal felfegyverzett H225M helikopter
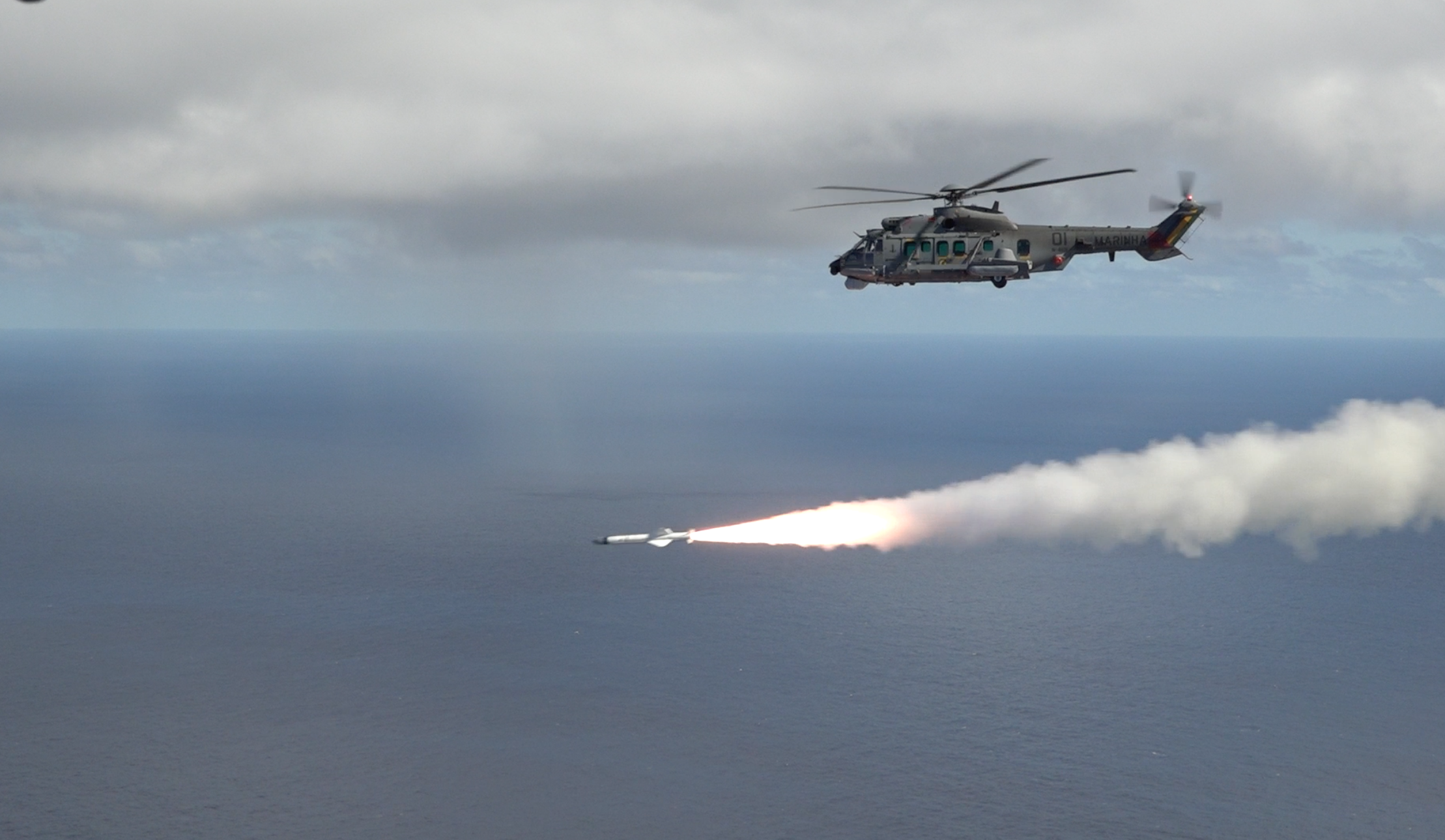
A haditengerészeti változat Exocet rakétát indít
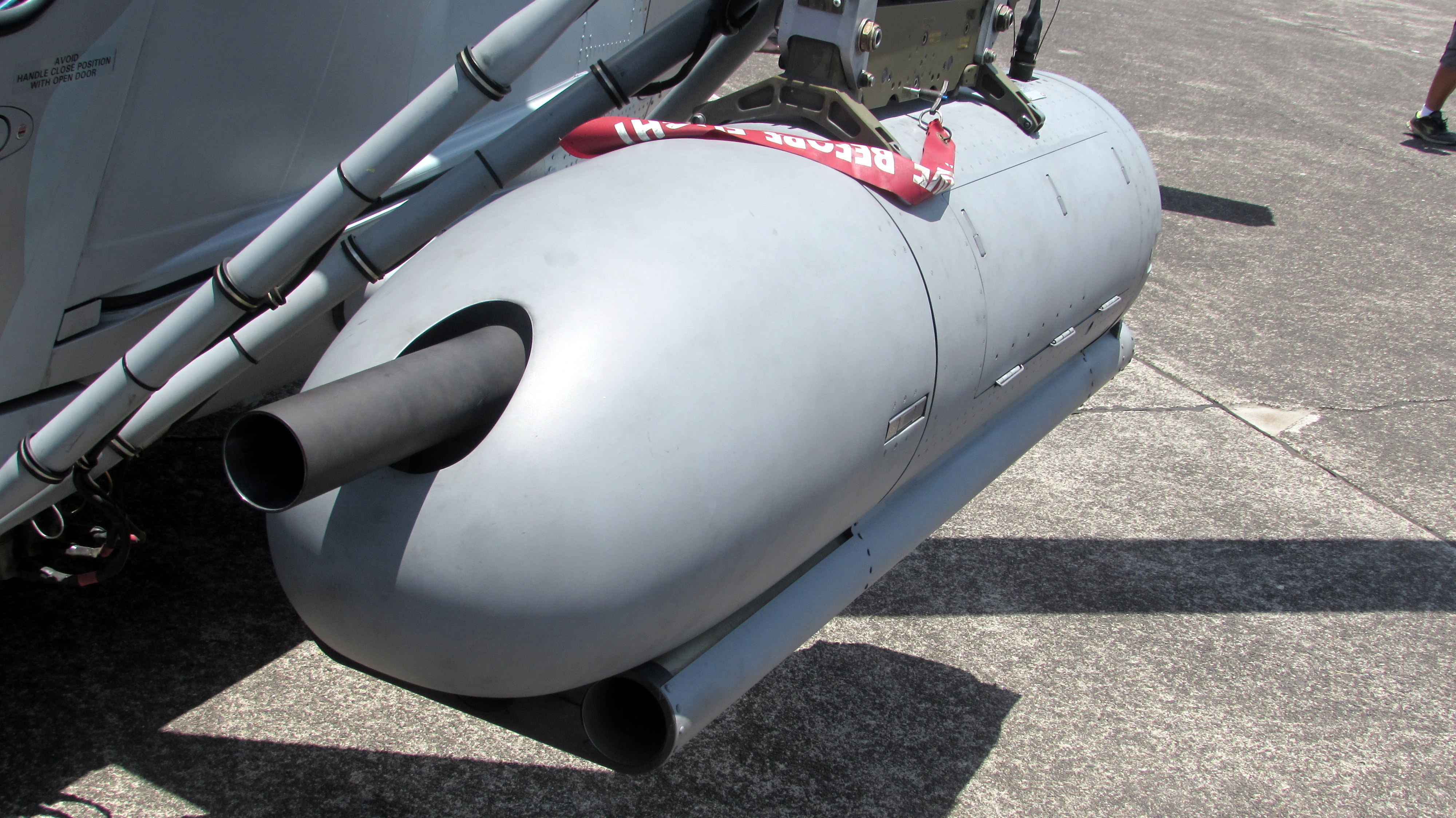
FN RMP rakétás géppuska-konténer

## Alkalmazás a Magyar Honvédségben
A Magyar Honvédség 16 darab H225M helikoptert rendelt még 2020-ban A 16 helikopterből 10 lesz általános szállító feladatú, 6 pedig különleges alakulatok számára optimalizált (SOF) kialakítású lesz. Utóbbiak lehetséges, hogy légi utántöltőképességgel is rendelkezni fognak. Más források szerint az eredeti tervekkel ellentétben szállító és a SOF helikopterekből is 8-8 példány érkezése várható. Az SOF változatú gépek a HFORCE fegyverrendszerrel illetve önvédelmi rendszerekkel fel vannak szerelve, míg a szállítógépekről mindezek hiányoznak. 
Az első hat H225M 2023 második felében érkezik 4 szállító és 2 SOF helikopter, a tervek szerint ezt 2024-ben követi újabb 4 szállító és 2 SOF helikopter, 2025 első felében pedig újabb négy SOF gép. Ez az eredeti tervekhez képes kismértékű gyorsítást jelent a szállítások terén.
A helikopterek fegyverzetének beszerzése (70 mm-es rakéták és Spike) 2023 és 2025 között várható.
2022. november 17-én levegőbe emelkedett az első Magyar Légierőnek szánt SOF változatú H225M helikopter az AIRBUS franciaországi telephelyén. Az első két magyar H225M típusú helikopter 2023 július 17-én érkezett meg Magyarországra, amelyet november 6-án újabb két helikopter követett. 2023 december 4-én további két H225M helikopter érkezett Szolnokra. A flotta mérete 2024 július kézepére elérte a tízet, 2024 november végén pedig már 12 géppel rendelkezett a Magyar Légierő. 2025. július 11-én teljessé vált a 16 gépes H225M flotta.

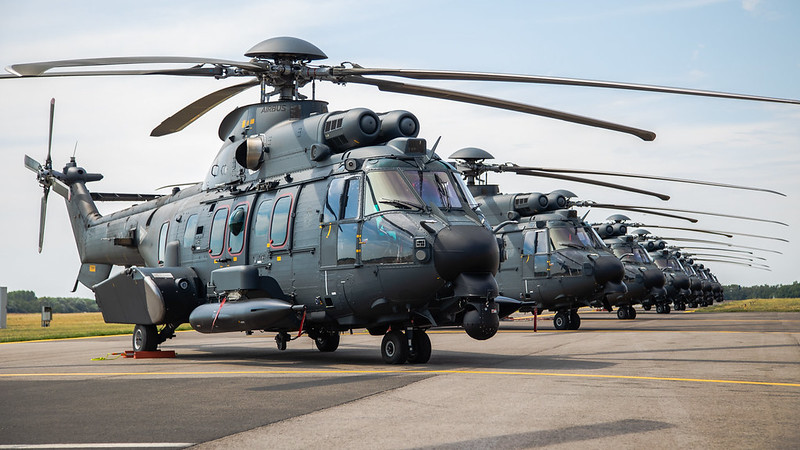
A Magyar Légierő H225M flottája felsorakoztatva

## Összevetés más hasonló kategóriájú helikopterekkel
|                      | H225M      | Mi-171     | UH-60M Black Hawk | NH90       |
| -------------------- | ---------- | ---------- | ----------------- | ---------- |
|                      |            |            |                   |            |
| Max. felszálló tömeg | 11200 kg   | 13000 kg   | 9979 kg           | 10600 kg   |
| Üres tömeg           | 5330 kg    | 7489 kg    | 5675 kg           | 6400 kg    |
| Hajtómű teljesítmény | 2x 1567 kW | 2x 1800 kW | 2x 1487 kW        | 2x 1845 kW |
| Max. utasszám        | 28 fő      | 24 fő      | 11 fő             | 20 fő      |

## Üzemeltetők
Brazília
- Brazil Légierő
- Brazil Hadsereg
- Brazil Haditengerészet

 Franciaország
- Francia Légierő
- Francia Hadsereg

 Indonézia
- Indonéz Légierő

 Kazahsztán
- Kazah Légierő (20 darab megrendelve)

 Magyarország
- Magyar Honvédség (16 darab)[17]

 Malajzia
- Maláj Királyi Légierő

 Mexikó
- Mexikói Légierő
- Mexikói Haditengerészet

 Szingapúr
- Szingapúri Légierő (16 darab megrendelve)

 Thaiföld
- Thai Királyi Légierő (8 darab hadrendben, további 4 darab megrendelve)

## Műszaki adatok

### Geometriai méretek és tömegadatok
- Hossz: 19,5 m
- Rotorátmérő: 16,20 m
- Magasság: 4,6 m
- Forgásterület: 206,1 m²
- Üres tömeg: 5330 kg
- Maximális felszálló tömeg: 11 200 kg

### Hajtóművek
- Hajtóművek száma: 2 darab
- Típusa: Turboméca Makila 2A1 gázturbina
- Teljesítmény: egyenként 1970 LE[2]

### Repülési jellemzők
- Maximális sebesség: 324 km/h
- Utazósebesség: 261 km/h
- Maximális hatótávolság: 857 km
- Szolgálati csúcsmagasság: 6095 m
- Emelkedési sebesség: 7,4 m/s

### Fordítás
- Ez a szócikk részben vagy egészben  az   Eurocopter EC725 című angol Wikipédia-szócikk ezen változatának fordításán alapul.  Az eredeti cikk szerkesztőit annak laptörténete sorolja fel. Ez a jelzés csupán a megfogalmazás eredetét és a szerzői jogokat jelzi, nem szolgál a cikkben szereplő információk forrásmegjelöléseként.

### Kapcsolódó fejlesztések
- Atlas Oryx
- Aérospatiale SA 330 Puma
- Eurocopter AS332 Super Puma
- Eurocopter EC225 Super Puma
- Eurocopter AS532 Cougar
- KAI KUH–1 Surion

### Hasonló helikopterek
- Sikorsky S–92 (Sikorsky CH–148 Cyclone)
- AgustaWestland AW101 (Lockheed Martin VH–71 Kestrel és AgustaWestland CH–149 Cormorant)
- Mi–38
- NHIndustries NH90